# Andrea Giganti
Andrea Giganti (Trapani, 18 de setembro 1731 – 4 de novembro de 1787) foi um arquitecto italiano do período barroco na Sicília.
Estudou na juventude arquitectura com Giovanni Biagio Amicon (1684-1754). Posteriormente Giganti foi patrocinado pelo bispo de Mazara del Vallo, Giuseppe Stella, com quem viajou para Palermo para estudar no seminário e ser  ordenado sacerdote.  
Depois da ordenação teve acesso à família do Príncipe de Scordia, membro da aristocracia siciliana, que o empregou como confessor e como arquitecto, trabalhando nas várias mansões dos Scorda.
Alguns edifícios de estilo barroco desenhados por Giganti incluem a Villa Galetti em Bagheria, a Villa Ventimiglia em Mezzo-Monreale, a Igreja de S. Paulo dos Jardineiros, e o estrado e altar-mor da igreja de S. Salvador em Palermo.
Como experimentado engenheiro, Giganti foi também responsável pelo desenho e construção de vários pontes. Até ao final da sua vida começou a pôr de lado o estilo barroco e a favorecer o neoclassicismo.